# 网络心理学
网络心理学是一个新兴的网络名词。通常是指以心理学经典理论为基础，以实证研究为手段，研究互联网相关情景下，人的心理、行为及其规律性的一门应用心理学学科。截至到此条目撰写时止，网络心理学仍处在形成和完备阶段。
目前来看，网络心理学的研究领域主要有，互联网使用对人的认知、情感、意志、行为、人格、一般能力、记忆能力、学习能力、社会适应性等心理特征的一般影响；互联网人格的形成机制与影响因素；互联网使用者的网上/网下双重人格问题；互联网对青少年人格形成的影响；互联网使用成瘾(或称网络成瘾、网瘾)的早期干预、治疗，及网络成瘾者的愈后的社会再适应问题；色情、暴力等不良网络信息对网络使用者的影响；等。其中最热门的题材，即网瘾形成及及戒断方法、互联网对人格形成改变和重建的影响。
目前来说，网络心理学的理论假设和实证方法多源于变态心理学、临床心理学、社会心理学、社会学等既有的理论体系，其中又以行为主义学派的强化理论、社会学习论、替代学习论、变态反应论影响较大。研究者多为临床心理学学者，心理社会心理学学者，行为主义学派的心理治疗师、社会工作者。
总体说来，网络心理学研究领域还集中在热门社会问题上，网络心理学既没形成其核心理论，也没形成其特有的研究方法。更没有其专业的研究队伍和学术期刊。因而更多时候，网络心理学还只是作为一个正在形成的学科而被提及。尽管如此，学术界创建网络心理学的热情非常巨大，别有用心者也着意用网络心理学相关名词愚弄公众。这使得网络心理学的知名度远远大于其学术地位。我们相信，随着广大心理学研究工作者的不断努力，随着社会生活网络化的不断推进。网络心理学作为一门社会科学将很快被完备起来。